# Kahoku, Ishikawa
Kahoku (かほく市 Kahoku-shi) là một thành phố thuộc tỉnh Ishikawa, Nhật Bản.